# Emil Iuga
Emil Iuga (d. 1975) a fost un preot român unit (greco-catolic), canonic al Eparhiei de Cluj Gherla, convertit la Biserica Ortodoxă Română.

## Biografie
A fost fiul preotului Iuga Constantin și al Anei Iuga, născută German, din localitatea Crișeni, județul Sălaj. Studiază la Strasburg, Paris și Roma, dobândind trei doctorate. A funcționat ca paroh-rector al Parohiei Greco-Catolice din Roma și consilier ecleziastic al legației române de pe lângă Sfântul Scaun. A devenit la 29 de ani prelat papal.